# Суворов, Николай Иванович (Герой Социалистического Труда)
Николай Иванович Суворов (22 мая 1921, деревня Гроново, Чериковский район — 28 мая 2014, Могилёв, Белоруссия) — водитель лесовоза Гроновского лесоучастка, Герой Социалистического Труда (1971), участник Великой Отечественной войны.

## Биография
Родился 22 мая 1921 года в деревне Гроново, ныне Чериковского района, Могилёвская область. После окончания четырёх классов начальной школы в связи с гибелью отца, кормильца семьи, плотогона Гроновского лесоучастка, вынужден был пойти работать — сначала грузчиком, затем слесарем. После окончания в 1938 году курсов подготовки водителей сел за руль грузовика-лесовоза.
В 1940 году призван водителем в Красную армию. Участвовал в перевозке грузов для блокадного Ленинграда через Ладожское озеро по «Ледовой дороге жизни», совершив свой первый рейс 9 ноября 1941 года. Также участвовал в сражении на Курской дуге и штурме Берлина.
Был демобилизован и вернулся в Гроново в 1946 году. Продолжил работу водителем лесовоза, освоив все использовавшиеся на вывозе леса автомобили. Продолжал работать на этой должности до выхода на пенсию. После выхода на пенсию переехал в Могилёв. Участвовал в работе совета ветеранов.
Ушёл из жизни 28 мая 2014 года.

## Награды и звания
- 1966 год — Орден Ленина
- 7 мая 1971 года — звание Героя Социалистического Труда, Орден Ленина, золотая медаль «Серп и Молот» (Указ Президиума Верховного Совета СССР, «за выдающиеся заслуги в развитии лесной и деревообрабатывающей промышленности»)
- 13 марта 1985 года — Орден Отечественной войны I степени

Другие награды:
- Медаль «За отвагу»
- Медаль «За боевые заслуги»
- Медаль «За оборону Ленинграда» (22 Декабря 1942 года)[1]
- Медаль «За взятие Берлина»
- Медаль «За победу над Германией в Великой Отечественной войне 1941—1945 гг.»
- Медаль «За доблестный труд. В ознаменование 100-летия со дня рождения Владимира Ильича Ленина»[2]
- Медаль «50 лет Вооружённых Сил СССР»[2]
- Знак «Отличник социалистического соревнования БССР»
- Знак «Почетный мастер лесозаготовок и лесосплава»

Удостоен звания «Почетный гражданин города Черникова».